# Chiến tranh thống nhất Trung Hoa của Tần
Chiến tranh thống nhất Trung Hoa của Tần là một chuỗi những chiến dịch quân sự vào cuối thế kỷ thứ 3 TCN nhằm thống nhất lãnh thổ Trung Hoa do nước Tần thực hiện nhắm vào sáu nước chư hầu hùng mạnh còn sót lại trong thời kỳ Chiến Quốc là Hàn, Triệu, Nguỵ, Yên, Sở và Tề. Sáu nước này, cùng với Tần được gọi chung là Chiến Quốc Thất Hùng. Kết quả của cuộc chiến là việc sáu nước chư hầu lần lượt bị Tần thâu tóm, vào năm 221 TCN Tần đã hoàn toàn thống nhất các vùng đất bị phân chia từ hàng trăm năm về một thể thống nhất đặt dưới sự cai trị của nhà Tần và một vị Hoàng đế duy nhất thay vì rất nhiều các vị Vương Công quý tộc của từng nước chư hầu như trước. Trung Hoa lần đầu tiên trong lịch sử hoàn toàn thống nhất dưới quyền cai trị của vị Hoàng đế đầu tiên là Tần Thủy Hoàng.

## Hoàn cảnh
Trong giai đoạn cuối thời Chiến Quốc, Tần nổi lên như một thế lực mạnh nhất trong số bảy nước chư hầu còn sót lại. Năm 238 TCN, sau 9 năm lên ngôi, Tần vương Doanh Chính chính thức nắm giữ thực quyền tối cao ở Tần sau khi loại bỏ các phe phái chính trị nắm giữ quyền hành lớn trong triều trước đó như thừa tướng Lã Bất Vi hay Lao Ái. Dưới sự giúp sức của các cận thần như Úy Liêu, Lý Tư, và nhiều danh tướng tiêu biểu như Vương Tiễn, Vương Bí, Mông Ngao, Mông Vũ, Mông Điềm, Lý Tín, Doanh Chính đã lên kế hoạch tấn công các nước chư hầu nhằm mục đích thống nhất toàn cõi Trung Hoa. Chiến lược đặt ra là tiêu diệt lần lượt từng nước chư hầu, với phương châm "viễn giao cận công" (giao hảo với nước ở xa, tấn công những nước ở gần". Cụ thể, Tần đặt liên minh với Tề và Yên là hai nước ở phía đông không có chung biên giới với Tần; tạm thời hoà hoãn với Nguỵ, Sở và tấn công Hàn, Triệu.
| Niên biểu các sự kiện | Niên biểu các sự kiện                                |
| Năm                   | Sự kiện                                              |
| --------------------- | ---------------------------------------------------- |
| 230 TCN               | - Tần diệt Hàn                                       |
| 228 TCN               | - Tần diệt Triệu                                     |
| 225 TCN               | - Tần diệt Nguỵ                                      |
| 223 TCN               | - Tần diệt Sở                                        |
| 222 TCN               | - Tần diệt Yên và Đại                                |
| 221 TCN               | - Tề đầu hàng Tần. - Trung Hoa hoàn toàn thống nhất. |

## Chinh phục Hàn
Hàn là nước nhỏ nhất trong 7 nước thời Chiến quốc, trong lịch sử Hàn từng chịu đựng nhiều cuộc tấn công từ Tần khiến đất nước càng trở nên yếu ớt.
Năm 234 TCN, Tần lên kế hoạch tấn công Hàn, nhưng sau khi nhận thấy Triệu có ý hỗ trợ Hàn, Tần quyết định cử Hoàn Nghĩ dẫn quân đánh Bình Dương và Vũ Thành của nước Triệu. Hơn 10 vạn quân Triệu bị diệt, tướng Triệu là Hỗ Triếp tử trận. Lúc này, nước Hàn cũng đã chính thức hết hy vọng cứu vãn vận mệnh của mình.
Năm 230 TCN, 10 vạn quân Tần tấn công vào kinh đô Dương Địch của Hàn, vua Hàn là Hàn vương An đầu hàng. Tần vương Chính đặt đất đai còn lại của nước Hàn làm quận Dĩnh Xuyên.

## Chinh phục Triệu
Năm 236 TCN, lợi dụng thời cơ Triệu tấn công Yên, lấy cớ cứu Yên, Tần cử hai đạo quân, đạo thứ nhất do Vương Tiễn và đạo thứ hai do Hoàn Nghĩ và Dương Đoan Hòa chỉ huy tấn công Triệu. Kết quả của cuộc tấn công là Tần chiếm được 9 thành của Triệu và khiến sức mạnh quân đội Triệu suy yếu trầm trọng.
Năm 232 TCN, quân Tần lại chia hai đường tấn công vào Triệu, nhưng lần này thất bại trước quân Triệu dưới sự chỉ huy của Lý Mục. Tần mất 10 vạn quân còn tướng Hoàn Nghĩ chạy trốn sang Yên để tránh bị Tần trừng phạt (Có thuyết nói rằng ông bị cách chức và không xuất hiện nữa). Quân Triệu thắng nhưng cũng chịu tổn thất nặng nề và phải rút lui để bảo vệ kinh đô Hàm Đan.
Trong vài năm tiếp theo, Triệu hứng chịu liên tiếp hai đợt thiên tai là động đất và mất mùa làm tình hình trong nước càng thêm khó khăn. Năm 229 TCN, Tần lợi dụng tình hình này đem quân đánh Triệu. Ba cánh quân Tần do Vương Tiễn, Khương Hối và Dương Đoan Hòa tấn công áp sát kinh đô Hàm Đan. Lý Mục cùng Tư Mã Thượng chỉ huy quân Triệu phòng ngự, đóng trại ở Phì lũy, giữ vững không đánh. Quân Tần không sao tấn công được. Tần mới tìm kế sai người đút lót cho thừa tướng Triệu là Quách Khai, khiến Quách Khai dèm pha với vua Triệu là Lý Mục có ý giảng hoà với Tần, hẹn ngày phá Triệu rồi sẽ làm vua riêng ở đất Đại. Vua Triệu tin lời bèn mời Lý Mục về và cử Triệu Thông ra thay. Lý Mục từ chối, vua Triệu càng tin là ông có ý làm phản, cho người đem bắt về rồi giết. Triệu Thông lên thay Lý Mục, Nhan Tụ làm phó. Quân Tần biết Lý Mục đã bị thay liền phát động tấn công, quân Triệu không chống nổi, Triệu Thông tử trận còn Nhan Tụ đem tàn quân chạy về Hàm Đan. Quân Tần vây kín Hàm Đan, 7 tháng sau thì hạ được thành, bắt sống Triệu vương Thiên. Nước Triệu mất từ đó.
Lúc Hàm Đan thất thủ, Triệu Gia, anh cùng cha khác mẹ của Triệu vương Thiên, không chịu đầu hàng quân Tần mà cùng với vài trăm quý tộc nước Triệu bỏ chạy lên đất Đại ở phía bắc. Ông tự xưng là Đại vương, sai sứ sang nước Yên liên minh với Yên vương Hỉ và thái tử Đan, đóng quân ở Thượng Cốc, tiếp tục chống Tần. Năm 222 TCN, nước Đại bị quân Tần do Vương Bí chỉ huy diệt, Đại vương Gia bị quân Tần bắt.

## Chinh phục Nguỵ
Năm 225 TCN, 10 vạn quân Tần dưới sự chỉ huy của Vương Tiễn tấn công Nguỵ, Nguỵ vương Giả cầu cứu Tề, nhưng tướng quốc nước Tề là Hầu Thắng ăn hối lộ của Tần nên khuyên vua Tề đừng cứu Nguỵ. Quân Tần tấn công kinh đô Đại Lương của Nguỵ (ngày nay là Khai Phong, Hà Nam). Đại Lương là một toà thành nằm ở hợp lưu hai sông Hoàng Hà và Biện Hà, địa hình dễ thủ khó công. Toà thành được bao bọc hoàn toàn bởi các đoạn hào sâu, toàn bộ 5 cửa thành đều sử dụng cầu kéo nên việc tấn công thành trở nên càng khó khăn.
Vương Bí nghĩ ra kế dẫn nước hai sông Hoàng Hà và Biện Hà, đắp đê ngăn ở hạ lưu nhằm làm ngập thành. Quân Tần đào đường dẫn nước trong 3 tháng thì xong, lại được dịp trời mưa to trong mười ngày liên tiếp, thế nước ào ạt, thành Đại Lương ngập lụt hoàn toàn khiến hơn 10 vạn người chết. Nhiều đoạn thành bị lở, quân Tần theo đó mà xâm nhập. Nguỵ vương và quần thần đang viết biểu xin đầu hàng thì quân Tần tới nơi, đem bắt bỏ lên xe tù đưa về Hàm Dương. Nước Nguỵ mất từ đó.

## Chinh phục Sở
Năm 224 TCN, Tần vương triệu tập cuộc họp bàn kế hoạch đánh Sở và hỏi các tướng cần bao nhiêu quân. Lý Tín xin 20 vạn trong khi Vương Tiễn nói cần phải có 60 vạn quân mới đủ. Doanh Chính cho rằng Vương Tiễn đã già nên quá cẩn trọng nên đặt niềm tin vào sức trẻ của Lý Tín, giao cho Tín 20 vạn quân, và cử Mông Điềm làm phó tướng. Vương Tiễn xin từ chức vì tuổi cao và bệnh tật.
Quân Tần khởi đầu thuận lợi với chiến thắng của Lý Tín ở Bình Dư (Hà Nam ngày nay) và Mông Điềm ở Lâm Tuyền (Phụ Dương, An Huy ngày nay). Quân Tần sau đó chạm trán quân Sở do Hạng Yên chỉ huy. Quân Sở chủ động tránh chạm trán với quân chủ lực của Tần và chờ đợi cơ hội phản công. Cùng thời gian này, Xương Bình quân, vốn là quý tộc nước Sở, lúc đó đang làm thừa tướng nước Tần, đã phản bội Tần và chiếm một thành ở gần nơi đóng quân của Lý Tín. Hạng Yên cho quân bám sát quân của Lý Tín trong 3 ngày 3 đêm liên tục trước khi bắt đầu một trận tập kích. Cùng lúc đó, Xương Bình quân đánh úp từ phía sau khiến quân Lý Tín trở tay không kịp, thua to bỏ chạy. Quân Sở truy kích 3 ngày 3 đêm, giết 7 viên đô uý và hầu hết binh lính của Tần.
Tần vương cách chức Lý Tín và thân chinh đến yết kiến Vương Tiễn, xin lỗi vì đã không nghe lời khi trước và mời Vương Tiễn quay lại đánh Sở báo thù. Tần vương cấp đúng 60 vạn quân như Vương Tiễn yêu cầu, cử thêm Mông Vũ làm phó tướng. Vương Tiễn sợ rằng Tần vương thấy mình xin nhiều quân quá sẽ có ý nghi ngờ nên liên tục gửi thư cho vua Tần xin cấp bổng lộc và phong đất cho họ hàng gia đình, cốt để Tần vương yên rằng mình sẽ quay trở lại.
Năm 224 TCN, quân Vương Tiễn vào Sở, cắm trại ở núi Thiên Trung. Quân Sở do Hạng Yên chỉ huy dồn sức tấn công nhưng Vương Tiễn thủ chặt không ra đánh. Mặc cho quân Sở tìm mọi cách khiêu khích, quân Tần vẫn chỉ đóng chặt cổng nhất định không đánh. Cứ như vậy hơn một năm, Hạng Yên chán nản cho rằng Vương Tiễn đã già và sợ không dám đánh nên rút quân về. Vương Tiễn nhận thấy thời cơ cho một đợt phản công bất ngờ đã tới, tuyển chọn những binh sĩ khoẻ nhất tập kích quân Sở. Quân Tần được nuôi sức lâu ngày hăng máu đánh mạnh, quân Sở lại bị bất ngờ nên thua to, bị đánh đuổi tới tận Hồ Bắc, Hạng Yên tử trận.
Năm 223 TCN, quân Tần tấn công vào kinh đô Thọ Xuân của Sở, bắt sống Sở vương Phụ Sô. Năm sau đó, Vương Tiễn và Mông Vũ cho quân tấn công đất Ngô, Việt, bắt sống nốt những thành viên quý tộc Sở còn sót lại. Nước Sở mất từ đó.

## Chinh phục Yên
Năm 228 TCN, sau khi chinh phục hoàn toàn Triệu, Quân Tần dưới sự chỉ huy của Vương Tiễn đóng tại Trung Sơn chuẩn bị cho việc tấn công vào Yên. Trước tình hình đó, quan thái phó nước Yên là Cúc Vũ chủ trương lập liên minh với 3 nước Đại, Tề và Sở để chống Tần, lại cho người đi sứ sang thiết lập mối giao hảo với Hung Nô ở phía Bắc. Tuy vậy, thái tử Đan, người từng có một thời gian làm con tin ở Tần, nóng lòng muốn báo mối thù khi xưa Tần vương Doanh Chính không đồng ý thả về nước khiến mình phải trốn về, cho rằng kế sách của Cúc Vũ là kế lâu dài, và rằng một liên minh quân sự khó có khả năng thành công, đã cử Kinh Kha làm thích khách ám sát Tần vương. Vụ mưu sát thất bại, Tần vương càng có cớ để đẩy nhanh việc xâm lược Yên.
Năm 227 TCN, quân Tần do Vương Tiễn chỉ huy và Mông Vũ làm phó tướng tấn công Yên. Quân yên thua to, quân Tần áp sát kinh đô Kế của Yên (Bắc Kinh ngày nay), Yên vương Hỉ và Thái tử Đan bỏ chạy sang Liêu Đông. Vương Tiễn gặp bệnh xin từ chức, Lý Tín xuất hơn 1000 quân truy đuổi, diệt một số lượng lớn quân Yên. Vua Yên cầu cứu vua Đại là Gia, Đại vương trả lời khuyên Yên vương nên giết Thái tử Đan để tạ tội với Tần. Yên vương phải giết thái tử Đan (người đã ra lệnh cho Kinh Kha ám sát Doanh Chính), dâng thủ cấp để cầu hòa. Quân Tần chấp nhận lời cầu hòa và không xâm lược Yên trong vòng 3 năm tiếp theo.
Năm 222 TCN, Vương Bí chỉ huy quân Tần tấn công vào Liêu Đông tiêu diệt tàn dư quân Yên, bắt sống Yên vương Hỉ, đánh dấu chấm hết cho sự tồn tại của Yên.

## Chinh phục Tề
Năm 264 TCN, Tề vương Kiến lên ngôi khi còn ít tuổi, thái hậu đứng ra nhiếp chính. Sau khi thái hậu mất, Hậu Thắng làm tướng quốc nước Tề, Hậu Thắng nhận nhiều của đút lót của Tần nên luôn chủ trương khuyên Tề vương hoà hiếu với Tần. Tề vương theo đuổi chính sách: "Sự Tần, cẩn" (kính cẩn phụng sự nước Tần), không chịu hưởng ứng những lần hợp tung do Tín Lăng quân, Bình Nguyên quân và Bàng Noãn phát động. Do đó, trong hơn 40 năm từ khi Tề vương Kiến lên ngôi, nước Tề được hưởng bình yên không hề có chiến tranh, dân nước Tề quen với cuộc sống yên ổn, không chú trọng rèn luyện võ nghệ.
Năm 221 TCN, sau khi Sở bị tiêu diệt, Tề là nước duy nhất còn lại chưa bị Tần chinh phục. Tề vương cùng Hậu Thắng lúc này mới lo lắng, điều quân sang trấn giữ phía Tây. Tần vương lấy cớ một lần Tề vương cự tuyệt sứ thần không tới gặp mặt để làm lý do tấn công Tề, gửi thư cho Vương Bí vừa mới diệt xong Yên và Đại ở phía Bắc tấn công thẳng vào Tề. Quân Tề 40 năm không tham chiến nên yếu ớt, sĩ khí cực thấp, dân chúng thì đã quen cảnh thanh bình, vừa thấy mấy chục vạn quân của Tần kéo tới là bỏ chạy hết. Quân Tần cứ thế kéo thẳng tới kinh đô Lâm Truy của Tề (nay là Truy Bác, Sơn Đông) mà hầu như không gặp phải sự kháng cự đáng kể nào. Vương Bí và Lý Tín không phải động binh đã lấy được hết đất Sơn Đông. Tề vương Kiến không chống trả mà mang cả gia quyến ra hàng. Nước Tề mất, Trung Hoa hoàn toàn thống nhất dưới trướng Tần vương.

## Kết quả
Từ năm 361 TCN Tần Hiếu Công dùng Thương Ưởng biến pháp đến năm 221 TCN tiêu diệt 6 nước chư hầu trải qua 140 năm, 7 đời quân vương. Chấm dứt chế độ chư hầu, chiến loạn gần 500 năm của Hoa Hạ.
Năm 221 TCN, sau khi tiêu diệt Tề, Tần vương Doanh Chính trở thành vị vua duy nhất của toàn cõi Trung Hoa. Doanh Chính sau đó xưng là Hoàng Đế, đặt hiệu là Thủy Hoàng đế (Hoàng đế khởi thủy của Trung Hoa) và thành lập nhà Tần. Hoàng đế chia đất nước thành 36 quận, đặt kinh đô ở Hàm Dương (tỉnh Thiểm Tây ngày nay). Nhằm tránh cục diện chư hầu cát cứ như thời nhà Chu, Tần Thủy hoàng đã thiết lập một chính quyền trung ương tập quyền, tập trung mọi sức mạnh vào tay một vị Hoàng đế duy nhất, làm nền tảng cho các triều đại sau này của Trung Quốc. Mặc dù nhà Tần chỉ tồn tại trong vòng 16 năm ngắn ngủi (thay vì ngàn vạn năm như mong muốn của Tần Thủy hoàng), nó đã để lại những ảnh hưởng và tác động sâu sắc tới lịch sử Trung Hoa trong hàng nhiều thế kỷ sau đó.
Năm 209 TCN, dưới sự trị vì của con trai Tần Thủy Hoàng là Tần Nhị Thế, cuộc khởi nghĩa nông dân dưới sự lãnh đạo của Trần Thắng và Ngô Quảng nổ ra do sự hà khắc trong chính sách cai trị của nhà Tần. Mặc dù cuộc khởi nghĩa bị dẹp yên sau đó nhưng những cuộc phiến loạn khác liên tiếp nổ ra trên toàn Trung Hoa trong 3 năm sau đó. Năm 206 TCN, sau khi quân đội của Lưu Bang tiến vào Hàm Dương, vị vua thứ ba của Tần là Tần Tử Anh bị Hạng Vũ giết, nhà Tần sụp đổ.